# Tyranny of Beauty
Tyranny of Beauty è un album dei Tangerine Dream, pubblicato dall'etichetta discografica Virgin Records nel 1995.

## Tracce
1. Catwalk – 7:19
2. Birdwatchers Dream – 6:52
3. Little Blonde in the Park of Attractions – 6:57
4. Living in a Fountain Pen – 6:59
5. Stratosfear 1994 – 5:08 (rinominato Stratosfear 1995 nelle incisioni successive)
6. Bride in Cold Tears – 4:53
7. Haze of Fame – 8:30
8. Tyranny of Beauty – 6:35
9. Largo (George Frideric Handel) – 4:12
10. Quasar – 3:43 (included on re-releases)

## CD Rom
Un CD Rom con lo stesso titolo è stato pubblicato esclusivamente in Italia.
Esso è composto da soltanto 2 brani musicali di stile New Age, rifatti sulla scia della kosmische musik introdotta dal gruppo nel panorama musicale tedesco.
L'edizione è stata curata dalla casa discografica New Sounds, che ne promosse l'uscita assieme alla raccolta musicale in fascicoli che reclamizzava la New Age music, ed in particolare ai Tangerine Dream si attribuisce il merito di aver introdotto con questo album la musica elettronica nella frontiera di una musica dai toni misticheggianti oltre che adatti all'ambiente New Age. I brani sono intitolati Catwalk (15:14) e Quasar (3:43).